# Liste der deutschen Botschafter in Usbekistan
Die Liste der deutschen Botschafter in Usbekistan enthält alle Botschafter der Bundesrepublik Deutschland in Usbekistan seit 1992. Sitz der Botschaft ist in Taschkent.
| Name                   | Amtszeit  |
| ---------------------- | --------- |
| Karl Heinz Kuhna       | 1992–1995 |
| Reinhart Bindseil      | 1996–2000 |
| Martin Hecker          | 2001–2004 |
| Hans-Joachim Kiderlen  | 2004–2006 |
| Matthias Meyer         | 2006–2009 |
| Wolfgang Neuen         | 2009–2012 |
| Aristide Fenster       | 2012–2013 |
| Neithart Höfer-Wissing | 2014–2017 |
| Günter Overfeld        | 2017–2021 |
| Tilo Klinner           | 2021–2024 |
| Manfred Huterer        | 2024–     |